# Zielonczyn (województwo kujawsko-pomorskie)
Zielonczyn – wieś w Polsce położona w województwie kujawsko-pomorskim, w powiecie bydgoskim, w gminie Sicienko.

## Podział administracyjny
Siedziba sołectwa. W latach 1950–1998 miejscowość należała administracyjnie do województwa bydgoskiego.

## Demografia
Według Narodowego Spisu Powszechnego (III 2011 r.) miejscowość liczyła 558 mieszkańców. Jest siódmą co do wielkości miejscowością gminy Sicienko.

## Historia
Wieś założono w 1848 roku pod nazwą Strzelewo-Kolonie. Graf Bniński odsprzedał parcele po 10 morgów ziemi, na której osiedliło się 10 rodzin, w połowie polskich i niemieckich. W 1863 roku zmieniono nazwę wsi na Gruneberg.Następnie wieś nosiła nazwę Grünberg.

## Pomniki przyrody
Do 26 lutego 2019 na w centrum wsi (na cmentarzu) rósł pomnik przyrody – lipa szerokolistna o obwodzie 350 cm.

## Dawne cmentarze
Na terenie wsi zlokalizowany jest nieczynny cmentarz ewangelicki.

## Schrony bojowe
Na wschodnich krańcach stacji kolejowej zachowany betonowy schron bojowy z 1939r..